# Liste der Europameister im Einer-Kunstradfahren der Junioren
Diese Liste führt die Europameister im Einer-Kunstradfahren der Junioren auf.
| Jahr | Ort der Europameisterschaft | Gold      | Silber       | Bronze            |
| ---- | --------------------------- | --------- | ------------ | ----------------- |
| 2017 | Prag                        | Tim Weber | Simon Köcher | Christoph Schobel |
| 2018 | Bazenheid                   | Tim Weber | Simon Köcher | Janik Radek       |
| 2019 | Geispolsheim                | Tim Weber | Simon Köcher | Martin Kouri      |